# Corps des Pages
 (avril 2023).
Si vous disposez d'ouvrages ou d'articles de référence ou si vous connaissez des sites web de qualité traitant du thème abordé ici, merci de compléter l'article en donnant les références utiles à sa vérifiabilité et en les liant à la section « Notes et références ».
Le Corps des Pages (en russe : Пажеский Его Императорского Величества корпус) ou Corps des Pages de Sa Majesté impériale était l'académie militaire la plus prestigieuse de l’ancien Empire russe. Elle préparait les fils de noblesse russe à la carrière militaire, tandis que l'École impériale de jurisprudence (en) les préparait aux hautes carrières de l'administration civile.

## Histoire

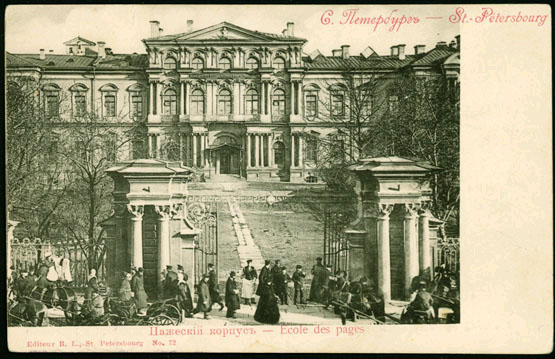
Le Corps des Pages était situé au palais Vorontsov.

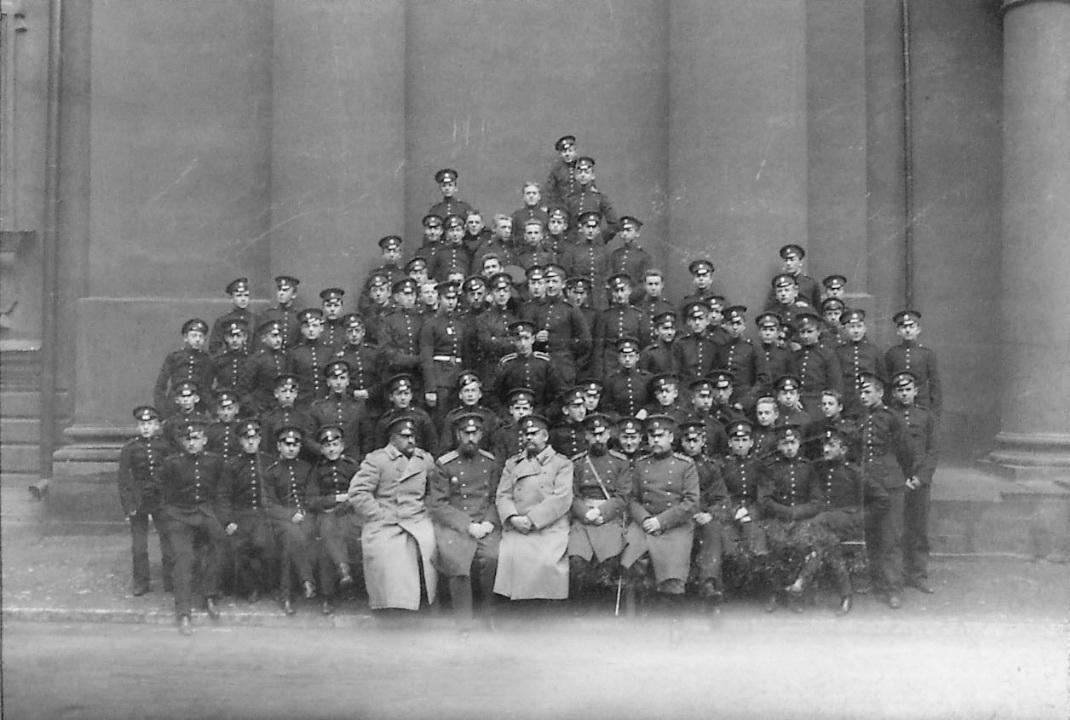
Promotion de 1902-1903 de la seconde compagnie du Corps des Pages.

Le Corps des Pages est officiellement créé en 1802, mais sous le règne d'Élisabeth en 1759 l'École de pages servant à la Cour depuis le 5 avril 1742 avait déjà été réorganisée. Catherine II en limite l'accès par un oukase de 1762 aux seuls fils de la noblesse. C'est au début du XIXe siècle, en 1802, que l'école prend la configuration militaire, comme celle d'une école de cadets, qui sera la sienne jusqu'à la chute de l'Empire en 1917 et qu'elle constitue le vivier des officiers de la Garde impériale.
Le Corps des Pages comprend alors trois classes de cinquante pages et une classe de seize pages, appelés les Kammer-Pages, ou « Pages de la Chambre », destinés à la Cour. Le Corps des Pages s'installe en 1810 dans l'ancien palais Vorontsov de Saint-Pétersbourg, au no 26 de la rue Sadovaïa. Le palais est l'œuvre de l'architecte italien Bartolomeo Rastrelli et abritait auparavant les frères hospitaliers de l'ordre de Saint-Jean de Jérusalem.
L'école est réformée en 1863 et 1865. Désormais le Corps des Pages comprend sept classes d'enseignement, dont cinq d'enseignement secondaire comme dans les lycées militaires et deux classes supérieures comme dans les collèges militaires, où les élèves ont le même enseignement que les junkers. Après 1885 et 1889, le Corps des Pages comprend sept classes, comme les écoles de cadets, plus deux de science militaire et de jurisprudence.
Les élèves des cinq premières classes s'appellent Pages et les élèves des deux classes supérieures Kammer-Pages. Ils étaient 170 internes et 160 externes au tournant du siècle et leurs études revenaient à 200 roubles par an. Ils étaient obligés d'assurer leur service à la Cour.
À la sortie du Corps des Pages, les junkers peuvent choisir leur régiment. Ils portent sur la poitrine gauche l'insigne de l'ordre des Hospitaliers et deviennent alors sous-lieutenant (cornette dans la cavalerie), avec quatre groupes de rangs de sortie, les premiers recevant une gratification plus importante pour l'achat de leur équipement et de leur uniforme, par ordre de mérite.
De sa création jusqu'à 1917, 4 505 officiers furent diplômés. 200 élèves ne purent terminer leurs études à cause de la révolution de 1917. En effet l'école cessa de fonctionner à la suite du renversement du tsar Nicolas II en février 1917 et finalement ferma en juin de la même année, sur les ordres d'Alexandre Kerenski, ministre de la Guerre du gouvernement provisoire.

## Personnalités issues du Corps des Pages
- Nikolaï Adlerberg (1819-1892), général et gouverneur général de Finlande
- Nikolai von Dellingshausen (1827-1896), géophysicien
- Abraham Dragomirov 1868-1955), général durant la Première Guerre mondiale, membre du Mouvement blanc, président de l'ordre de Saint-Nicolas le Thaumaturge.
- Michel de Giers (1856-1932), ambassadeur à Constantinople et à Rome.
- Nicolas Orloff (1827-1885), diplomate russe, ambassadeur à Bruxelles, Londres, Paris, puis Berlin.
- Pierre Kropotkine (1842-1921), scientifique réputé pour ses travaux sur l'anarchisme et le communisme libertaire.